# Тимошенкова Вікторія Валеріївна
Вікто́рія Вале́ріївна Тимоше́нкова (* 1983) — українська гандболістка.

## З життєпису
Народилась 1983 року в місті Коломия.
Воротарка клубу Liga Națională «CS Dacia» (Міовень) та національної збірної України в 2005—2014 роках.

### Команди
- 2001—2008 — «ГК Галичанка»
- 2008—2013 — «Динамо-Сінара»
- 2013—2014 — «Istanbul Maltepe Bel.GSK»
- 2014—2018 — «КСМ Роман»
- 2019—2020 — «Корона Брашов»
- 2021—2023 — «CSM Slatina»[2]

### Досягнення
- Чемпіонат світу з гандболу-2006 — півфінал[3]
- Жіночий Кубок ЄГФ-2009 — півфінал
- Кубок володарів кубків ЄГФ-2012 — півфінал
- Чемпіонат Росії з гандболу серед жінок — переможниця (2009—2012)[4]